# Straat Lembeh
Straat Lembeh (Indonesisch: Selat Lembeh) is een smalle zeestraat in Indonesië in de provincie Noord-Sulawesi. Het water scheidt de eilanden Lembeh en Sulawesi van elkaar. De voornaamste plaats aan de Straat Lembeh is het op Sulawesi gelegen Bitung. Verder liggen de plaatsen Makawidei, Girian, Taniungmerah, op Sulawesi, en Papusungan op Lembeh aan de Straat Lembeh.